# Чумаков, Владимир Николаевич
Влади́мир Никола́евич Чумаков (род. 2 августа 1957) — советский и российский футболист, защитник.
С 1978 года — в составе клуба «Локомотив» / «Селенга» Улан-Удэ. В 1980—1993, 1995 годах в первой, второй и второй низшей лигах первенства СССР и России провёл около четырёхсот матчей, забил 10 голов.